# Seriphus politus
Seriphus politus är en fiskart som beskrevs av Ayres, 1860. Seriphus politus ingår i släktet Seriphus och familjen havsgösfiskar. IUCN kategoriserar arten globalt som livskraftig. Inga underarter finns listade i Catalogue of Life.